# Astronomer Royal
Astronomer Royal er en britisk titel som lang tid var knyttet til direktøren for observatoriet i Greenwich.
Embedet blev instiftet af Karl II den 22. juni 1675. Siden 1972 er Astronomer Royal en ærestitel for fortjente astronomer.

## Indehavere
- John Flamsteed (1675–1720)
- Edmond Halley (1720–1742)
- James Bradley (1742–1762)
- Nathaniel Bliss (1762–1764)
- Nevil Maskelyne (1765–1811)
- John Pond (1811–1835)
- George Biddell Airy (1835–1881)
- William Christie (1881–1910)
- Frank Dyson (1910–1933)
- Harold Spencer Jones (1933–1955)
- Richard van der Riet Wooley (1956–1971)
- Martin Ryle (1972–1982)
- Francis Graham Smith (1982–1990)
- Arnold W. Wolfendale (1990–1995)
- Martin Rees (fra 1995)